# Reguliere kanunniken van het Heilig Graf

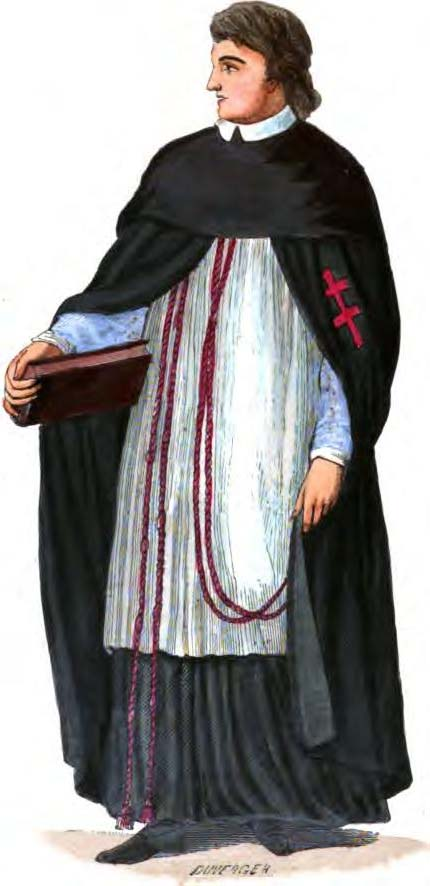
Kanunnik van het Heilig Graf te Jeruzalem

De geschiedenis van de reguliere kanunniken van het Heilig Graf, officieel Orde der Reguliere Kanunniken van het Heilig Graf, ook wel Kapittel van het Heilig Graf, gaat terug tot 1099, toen Godfried van Bouillon twintig kanunniken benoemde die de liturgie in de Heilig Grafkerk te Jeruzalem moesten verzorgen. Patriarch Arnulf van Choques legde deze in 1114 de Regel van Augustinus op. Geleidelijk aan werden ook elders kapittels opgericht opdat pelgrims die niet naar Jeruzalem konden, toch een klein Jeruzalem konden bezoeken in een kerk waar het Heilig Graf was nagebouwd.
Zo ontstond een netwerk van priorijen, die gezamenlijk de Orde van het Heilig Graf vormden. Aan de mannelijke tak, die wijdverbreid was in Europa, kwam een einde door ontwikkelingen zoals de Reformatie, de Franse Revolutie en de secularisatie. Met het overlijden van de Poolse kanunnik Piotr Pękalski kwam in 1874 een definitief einde aan de mannelijke tak . De vrouwelijke tak, de Reguliere Kanunnikessen van het Heilig Graf, bestaat nog steeds, evenals de ridderlijke orde, de Orde van het Heilig Graf van Jeruzalem (internationaal).